# Lijst van verkeersvliegtuigen
Dit is een lijst van moderne vliegtuigen en helikopters voor burgerluchtvaart.

## Passagiersvliegtuigen
- Aerospatiale N-262 Fregate & Mohawk 298
- Aerospatiale-British Aerospace Concorde
- Airbus A300
- Airbus A310
- Airbus A318
- Airbus A319
- Airbus A320
- Airbus A321
- Airbus A330
- Airbus A340
- Airbus A350
- Airbus A380
- Airspeed AS57 Ambassador
- Antonov An-2
- Antonov An-10
- Antonov An-24
- Antonov An-140
- Antonov An-148
- ATR ATR-42
- ATR ATR-72
- AVRO RJ-100
- AVRO RJ-70
- AVRO RJ-85
- AVRO Tudor
- Ayres Let L 610
- Baade B-152
- BAC 1-11
- BAe ATP
- BAe Jetstream 31
- BAe Jetstream 32
- BAe Jetstream 41
- BAe/Hawker Siddeley 748
- Beechcraft 99
- Beriev Be-30/32
- Boeing 707
- Boeing 717
- Boeing 720
- Boeing 727
- Boeing 737
- Boeing 747
- Boeing 757
- Boeing 767
- Boeing 777
- Boeing 787
- Britten-Norman BN2 Islander
- Britten-Norman Trislander
- Bristol 170
- Bristol Britannia
- Canadair CL-44& Yukon
- Canadair CL-600 Regional Jet
- Canadair Regional Jet CRJ 200
- CASA C212 Aviocar
- CASA/IPTN CN235
- Comac C919
- Convair CV240
- Convair CV340
- Convair CV440 Metropolitan
- Convair CV580
- Convair CV600
- Convair CV640
- Convair CV880
- Convair CV990 Coronado
- De Havilland Canada DHC-6 Twin Otter
- De Havilland Canada DHC-7 Dash 7
- De Havilland Canada DHC-8 Dash 8
- De Havilland DH84 Dragon
- De Havilland DH86 Express
- De Havilland DH89 Dragon Rapide
- De Havilland Dove
- De Havilland DH.95 Flamingo
- De Havilland DH.106 Comet
- Douglas DC-2
- Douglas DC-3
- Douglas DC-4
- Douglas DC-5
- Douglas DC-6
- Douglas DC-7
- Douglas DC-8
- McDonnell Douglas DC-10 & Boeing MD-10
- Douglas DC-9
- Embraer EMB 110 Bandeirante
- Embraer EMB 120 Brasilia
- Embraer 170
- Embraer 190
- Embraer 195
- Embraer ERJ 135
- Embraer ERJ 140
- Embraer ERJ 145
- Fairchild Aerospace 228
- Fairchild Aerospace 328
- Fairchild Aerospace 328JET & 428JET
- Fairchild Aerospace Metro II, III & 23
- Fokker F-27 & Fairchild F-27 & FH-227
- Fokker F-28 Fellowship
- Fokker 50
- Fokker 70
- Fokker 100
- F-130 NG
- Handley Page Hermes
- Handley Page Jetstream
- Hawker Siddeley HS121 Trident
- Iljoesjin Il-12
- Iljoesjin Il-14
- Iljoesjin Il-18
- Iljoesjin Il-62
- Iljoesjin Il-86
- Iljoesjin Il-96
- Iljoesjin Il-114
- Lockheed Constellation
- Lockheed L-049 Constellation
- Lockheed L-649 Constellation
- Lockheed L-749/ L-749A Constellation
- Lockheed L-1049 Super Constellation
- Lockheed L-1649 Starliner
- Lockheed L-1011 TriStar
- Lockheed L-188 Electra
- Martin 2-0-2
- Martin 4-0-4
- McDonnell Douglas MD-11
- McDonnell Douglas MD-81/82/83/88
- McDonnell Douglas MD-87
- McDonnell Douglas MD-90
- NAMC YS-11
- Piaggio P-166
- Pilatus PC-6
- Pilatus PC-12
- Pilatus PC-24
- Raytheon Beechcraft 1900
- Saab 2000
- Saab 340
- Shanghai Y-10

- Short 330
- Short 360
- Soechoj Superjet 100
- Sud SE-210 Caravelle
- Toepolev Tu-104
- Toepolev Tu-114
- Toepolev Tu-124
- Toepolev Tu-134
- Toepolev Tu-144
- Toepolev Tu-154
- Toepolev Tu-204
- Toepolev Tu-204-300
- Toepolev Tu-214
- Toepolev Tu-334 & Tu-354
- Xian MA60
- Vickers VC-10
- Vickers Vanguard
- Vickers VC.1 Viking
- Vickers Viscount
- Yakovlev Yak-40
- Yakovlev Yak-42

## Vrachtvliegtuigen
- Aerospacelines SG201 Super Guppy
- Airbus A300F
- Airbus A300-600ST Beluga
- Airbus A310F
- Airbus A330-200F
- Airbus A350-900F
- AEA Explorer
- Antonov An-8
- Antonov An-12 & Shaanxi Y-8
- Antonov An-124 Ruslan
- Antonov An-22 Antheus
- Antonov An-225 Mriya
- Antonov An-24/26/30/32 & Xian Y-7
- Antonov An-72 & An-74
- Antonov An-140
- Antonov/PZL Mielec An-28 & Antonov An-38
- Aviation Traders ATL-98 Carvair
- Beechcraft Model 18
- Beechcraft Queen Air
- Boeing C-97 Stratofreighter
- Boeing 737-300F
- Boeing 757-200F
- Boeing 777F
- Boeing 747-400F
- Boeing 747-800F
- Bristol 170 Freighter
- Canadair CL-44
- Iljoesjin Il-76
- Lockheed C-130 Hercules
- Lockheed C-5 Galaxy
- McDonnell Douglas MD-11F
- Scottish Aviation Twin Pioneer
- Vickers V953C Merchantman

## Een-, twee- en vierzitters
- Aero Boero AB-95/115/150/180
- Aermacchi F-260
- Aero-Cam Slick 360
- Aeronca 11 Chief
- Aeronca 7 Champion
- Grumman American AA-1
- American Aviation AA-2 Patriot
- American Champion & Bellanca
- Auster J series
- Aviat A1 Husky
- Aviat Pitts Special
- Beechcraft Duchess
- Beechcraft Musketeer
- Beechcraft Bonanza
- CAP Aviation CAP-10/20/21/230/231/232
- Cessna 120
- Cessna 140
- Cessna 150
- Cessna 152
- Cessna 170
- Cessna 172 Skyhawk
- Cessna 175 Skylark
- Cessna 177
- Cessna 180 & 185 Skywagon
- Cessna 182
- Cessna 210 Centurion
- Cessna 310 & 320 Skynight
- Cirrus SR20
- Cirrus SR22
- De Havilland Canada DHC-1 Chipmunk
- Fuji FA200 Aero Subaru
- Grob GF 200
- Grumman American AA-5 Traveler, Tiger & Cheetah
- Millicer M10 AirTourer
- Mitsubishi MU-2
- Mooney M-20 to M-20G
- Mooney M-20J to M-20S
- Piper Cub
- Piper PA-17 Vagabond, PA-20 Pacer, PA-22 Tri-Pacer, Caribbean & Colt
- Piper PA-18 Super Cub
- Piper PA-23 Apache & Aztec
- Piper PA-24 Comanche
- Piper PA-28 Cherokee
- Piper PA-38 Tomahawk
- Piper PA-44 Seminole
- Raytheon Beechcraft Baron
- Raytheon Beechcraft Bonanza
- Robin DR400
- Robin R 3000
- Socata GY-80 Horizon & ST-10 Diplomate
- Socata MS 180 & MS 250 Morane
- Socata Rallye
- Socata Tangara & Gulfstream GA7
- Socata TB-9/10/20/21/200
- SpaceShipOne
- Taylorcraft series
- Victa Aircruiser
- Victa Airtourer
- Yakovlev Yak-18T
- Zlin Z 42, Z 43, Z 142, Z 242 & Z 143

## Zakenjets
- AASI Jetcruzer
- Aerospatiale SN-601 Corvette
- Beechcraft 60 Duke
- Beechcraft Starship 2000
- Boeing Business Jet
- Bombardier BD-100 Challenger 300
- Bombardier BD-700 Global Express
- Bombardier Learjet 45
- Bombardier Learjet 55
- Bombardier Learjet 60
- Canadair CL-600 Challenger 600
- Canadair CL-600 Challenger 601 & 604
- Cessna 404 Titan
- Cessna 411, 401 & 402 Freighter
- Cessna 421 & 414
- Cessna 500 & 501 Citation
- Cessna 550 Citation II & 551
- Cessna 560 Citation V
- Cessna 680 Citation Sovereign
- Cessna Citation III, VI & VII
- Cessna Citation X
- Cessna CitationJet, CJ1 & CJ2
- Cessna Corsair, Caravan II
- Cessna Conquest, Conquest I & II
- Cessna T303 Crusader
- Dassault Falcon 2000
- Dassault Falcon 50
- Dassault Falcon 900
- Dassault Mystère/Falcon 10 & 100
- Dassault Mystère/Falcon 20 & 200
- Grumman G-1159 Gulfstream II/III
- Grumman G-159 Gulfstream I
- Gulfstream Aerospace Gulfstream IV
- Gulfstream Aerospace Gulfstream V
- Gulfstream Aerospace GVI
- Gulfstream Aerospace Jetprop & Turbo Commander
- Hawker Siddeley H.S.125-1/2/3/400/600
- Honda HA-420 HondaJet
- Learjet 23, 24, 25, 28 & 29
- Learjet 35, 36 & 31
- Lockheed JetStar
- Raytheon 390 Premier I
- Raytheon Beechcraft King Air
- Raytheon Beechjet 400
- Raytheon Hawker 800
- Raytheon Hawker Horizon
- Rockwell Sabreliner
- Sino Swearingen SJ-30-2
- VisionAire Vantage

## Helikopters
- Aérospatiale Alouette II & Lama
- Aérospatiale Alouette III
- Aerospatiale SA-330 Puma
- Aerospatiale SA-341/342 Gazelle
- Aerospatiale SA-360/361/365C Dauphin
- Agusta A109
- Agusta A119 Koala
- Bell 204, 205 & 214B
- Bell 206 JetRanger
- Bell 212
- Bell 214ST
- Bell 222 & 230
- Bell 407
- Bell 412
- Bell 427
- Bell 430
- Bell 47
- Bell BA 609
- Bell TwinRanger
- Boeing Commercial Chinook
- Boeing MD 520N
- Boeing MD 600N
- Boeing MD Explorer
- Boeing Vertol (Kawasaki) KV 107
- Boeing/MDHS/Hughes 500
- Brantly B2 & 305
- Enstrom F-28/280/480
- Erickson Air Crane
- Eurocopter AS 332 Super Puma
- Eurocopter AS-350 Ecureuil
- Eurocopter AS-355 Ecureuil 2
- Eurocopter AS-365N Dauphin 2 & EC-155
- Eurocopter BO 105 & EC Super Five
- Eurocopter EC-120 Colibri
- Eurocopter EC-135/635
- Eurocopter EC-145
- Eurocopter/Kawasaki BK 117
- Mil Mi-2
- Mil Mi-4
- Mil Mi-8/17
- Mil Mi-26
- Mil Mi-34
- PZL Swidnik (Mil) Mi2 & Kania
- PZL Swidnik SW4
- PZL Swidnik W3 Sokol
- Robinson R22
- Robinson R44
- Schweizer 269/300
- Schweizer 330
- Sikorsky S-55
- Sikorsky S-58
- Sikorsky S-92 Helibus
- Sikorsky S-61L & S61N
- Sikorsky S-62
- Sikorsky S-76
- Sikorsky UH-60 Black Hawk